# Pic du Milieu
Pic du Milieu – szczyt w Pirenejach. Leży na granicy między Francją (departament Pireneje Wysokie) a Hiszpanią (Huesca). Należy do Pirenejów Centralnych.